# Чижовка (Житомирская область)
Чижо́вка (укр. Чижівка) — село на Украине, основано в 1863 году, находится в Звягельском районе Житомирской области.
Население по переписи 2001 года составляет 1565 человек. Почтовый индекс — 11725. Телефонный код — 4141. Занимает площадь 4,629 км².

## Местная власть
11725, Житомирская область, Звягельский р-н, с. Чижовка, ул. Т. Г. Шевченко, 9